# GEs-motief
Julian Anderson, Brits componist, verzon onder meer het GEs-motief.
GEs (G, Es) is de muzikale notatie van de initialen van zijn vriend en collegacomponist Graeme Smith en is te vergelijken met het DSCH-motief van Dmitri Sjostakovitsj.
Het is toegepast in zijn compositie The Crazed Moon; een in memoriam voor zijn vriend.